# Navy SEALs (SUA)
Au cel mai greu antrenament fizic din lume, numit: BUD/s( Basic Underwater Demolition/seal). Sunt cunoscuti in lume ca: frogman
United States Navy SEALs (engleză SEa, Air și Land) sunt forțele speciale ale Marinei SUA destinate pentru conducerea cercetării, activităților speciale și diversioniste, luptei antiteroriste, operațiunilor de căutare-salvare și altor sarcini puse de comandamentul forțelor speciale.